# Acanthoneta
Acanthoneta Eskov & Marusik, 2014 è un genere di ragni appartenente alla famiglia Linyphiidae.

## Distribuzione
Le tre specie oggi note di questo genere sono diffuse in America del Nord ed Asia.

## Tassonomia
Attualmente, a dicembre 2014, si compone di tre specie:
- Acanthoneta aggressa(Chamberlin & Ivie, 1943)[3] — USA, Canada
- Acanthoneta dokutchaevi (Eskov & Marusik, 1994) — Russia, Cina
- Acanthoneta furcata (Emerton, 1913) — USA